# Skřivánek (Okrouhlička)

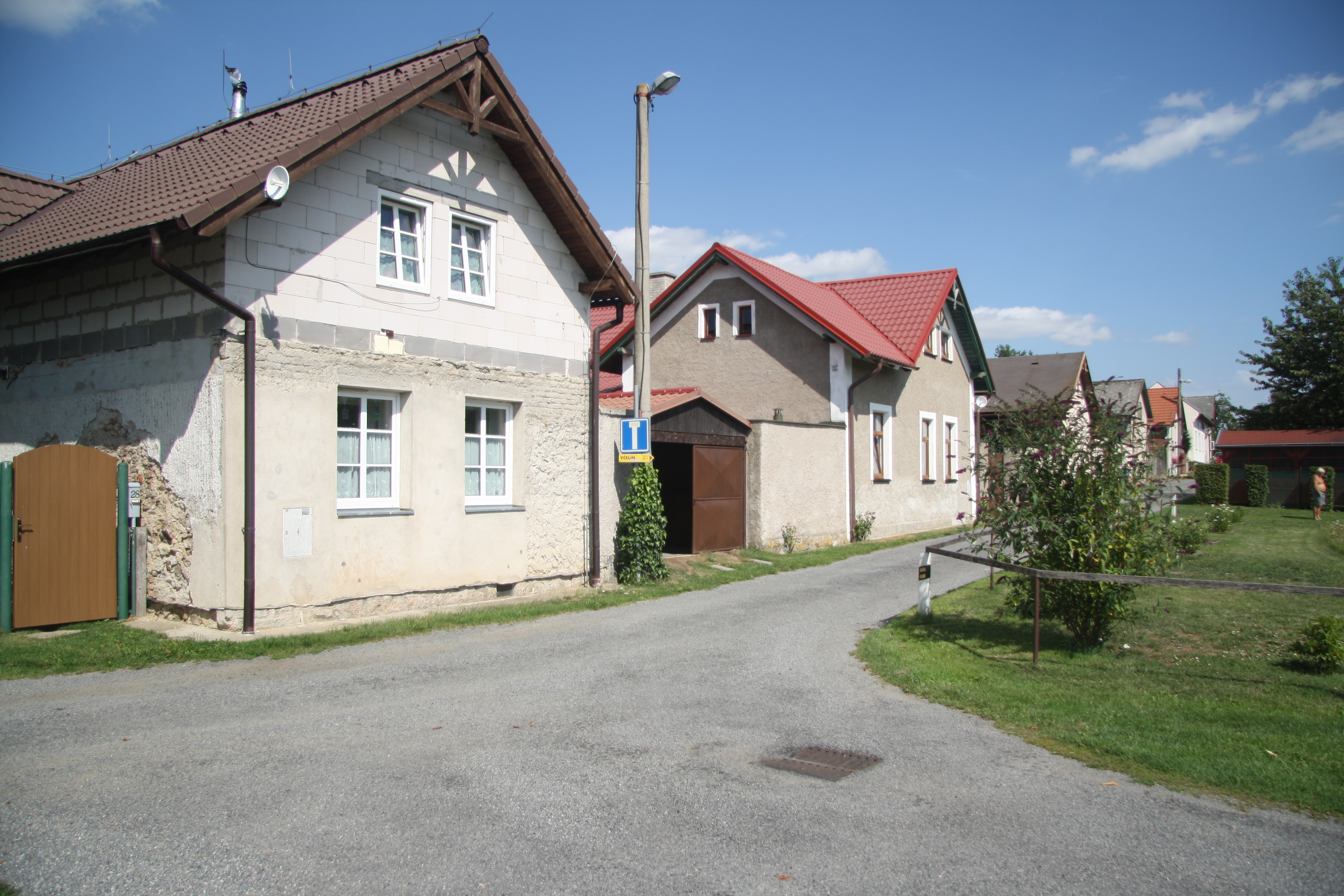
Skřivánek (2019)

Skřivánek (deutsch Lerchenhof) ist ein Ortsteil der Gemeinde Okrouhlička in Tschechien. Er liegt acht Kilometer südlich von Havlíčkův Brod und gehört zum Okres Havlíčkův Brod.

## Geographie
Die Streusiedlung Skřivánek befindet sich in der Böhmisch-Mährischen Höhe um den Hügel Skřivánek (550 m). Durch den Ort führt die Staatsstraße 38 zwischen Havlíčkův Brod und Štoky. Südlich erhebt sich die Vysočina (Hochberg, 621 m) und im Südwesten der Vápenný kopec (Altschafferhübel, 597 m).
Nachbarorte sind Suchá und Květnov im Norden, Čistá und Vysoká im Nordosten, Smilov im Osten, Pozovice im Südosten, Na Vysočině und Štoky im Süden, Studénka im Südwesten, Okrouhlička im Westen sowie Lípa und U Kostelíka im Nordwesten.

## Geschichte
Lerchenhof  war ursprünglich ein Freigut, das auf dem Lerchenberg errichtet wurde. Unterhalb des Berges entstand südlich im Grund der Weiler Herluktschenhäusel. Zusammen mit Scheibeldorf wurde das Gut Lerchenhof 1685 an die Herrschaft Pollerskirchen angeschlossen. 1793 verkaufte Leopold Fučikovský von Grünhof die Güter Lerchenhof und Scheibeldorf an den Kuttenberger Bürger Jan Antonín Rychlý. In der Mitte des 18. Jahrhunderts erfolgte östlich des Gutes der Bau der neuen Kaiserstraße von Prag nach Wien auf geradem Wege von Deutschbrod nach Stecken. An der Straße entstand die Siedlung Lerchenhof. 1831 verkauften die Erben von Georg Ritter von Lilienwald das Gut Lerchenhof mit den zugehörigen Dörfern Lerchenhorf und Scheibelsdorf an Josef Benedikt Heller. Zu diesem Zeitpunkt umfasste der Gutsbezirk 420 Einwohner. Lerchenhof selbst bestand aus sieben Häusern, in denen 36 Menschen lebten. 
Nach der Aufhebung der Patrimonialherrschaften bildete Lerchenhof ab 1850 einen Ortsteil der Gemeinde Scheibelsdorf im Bezirk Deutschbrod. Zum Ende des 19. Jahrhunderts wurde der Ortsname als Skřivánek ins Tschechische übertragen. Zwischen 1976 und 1990 war Skřivánek zusammen mit Okrouhlička nach Štoky eingemeindet. 1991 hatte der Ort 23 Einwohner. Im Jahre 2001 bestand das Dorf aus 17 Wohnhäusern, in denen 20 Menschen lebten.

## Sehenswürdigkeiten
- Schloss Skřivánek, einzelnstehendes landwirtschaftlich genutztes Anwesen auf dem gleichnamigen Hügel